# Ana Frau
Ana María Frau Singala, más conocida como Ana Frau (Palma de Mallorca, España, 29 de octubre de 1944) es una actriz española, conocida por su papel en El Bola (2000).

## Biografía
Ana Frau, superó en 2012 un cáncer de mama y colaboró con varias asociaciones de lucha contra el cáncer apoyando a mujeres que lo padecían, además de ofrecer charlas.

## Filmografía

### Cine
| Año  | Título                           | Papel               |
| ---- | -------------------------------- | ------------------- |
| 2015 | Fuera de foco (posproducción)    | Angustias           |
| 2007 | Cruzando la línea                | Madre de María      |
| 2004 | XXL                              | Clienta             |
| 2001 | Amor, curiosidad, prozak y dudas | Madre de Pili       |
| 2000 | El Bola                          | Encarna             |
| 2000 | El otro barrio                   |                     |
| 1999 | Novios                           | Madre del fotógrafo |
| 1999 | Flores de otro mundo             | Soltera del bus     |
| 1989 | El río que nos lleva             | Manuela             |
| 1988 | El Lute II: mañana seré libre    | Gitana              |

### Televisión
| Año                                                                  | Título                              | Papel                 |
| -------------------------------------------------------------------- | ----------------------------------- | --------------------- |
| 2021                                                                 | Pep                                 | Madre Elena           |
| 2012                                                                 | Imperium                            | Casia                 |
| 2011                                                                 | Bandolera                           | Sor Angustias         |
| 2011                                                                 | 14 de abril. La República           |                       |
| 2009 - 2010 (recurrente), 2016 - 2019 (recurrente), 2022 (principal) | La que se avecina                   | Pilar Indiano         |
| 2010                                                                 | Gran Reserva                        | Irene                 |
| 2006-2008                                                            | Laberinto de pasiones               | Dolors                |
| 2005                                                                 | Mis estimadas víctimas (Telefilme)  | Madre de José Antonio |
| 2005                                                                 | Los recuerdos de Alicia (Telefilme) |                       |
| 2004                                                                 | Ana y los 7                         |                       |
| 2004                                                                 | Don Juan itinerante (Telefilme)     | Brígida               |
| 2004                                                                 | Cuéntame cómo pasó                  | Rufina                |
| 2004                                                                 | Manolito Gafotas                    |                       |
| 2004                                                                 | El inquilino                        |                       |
| 2000-2004                                                            | El comisario                        |                       |
| 2000                                                                 | El botones Sacarino                 |                       |
| 2000                                                                 | Hospital Central                    | Asunción ‘’Choni’’    |
| 1999                                                                 | Médico de familia                   | Enfermera             |
| 1998-1999                                                            | Manos a la obra                     | Olivia Jumilla        |
| 1998-1999                                                            | La casa de los líos                 | Fátima                |
| 1996                                                                 | Carmen y familia                    |                       |
| 1994                                                                 | Farmacia de guardia                 | Clara                 |
| 1994                                                                 | Hermanos de leche                   |                       |
| 1991                                                                 | La chicas de hoy en día             |                       |
| 1987                                                                 | Lorca, muerte de un poeta           | Actriz                |
| 1972                                                                 | Plinio                              |                       |

### Cortometraje
| Año  | Título   | Papel |
| ---- | -------- | ----- |
| 2006 | Botellón | Rosa  |